# 成木川
成木川（なりきがわ）は、東京都青梅市および埼玉県飯能市を流れる一級河川。荒川水系入間川の支流である。江戸時代には、木材の運搬にも利用されていたという。

## 地理
東京都青梅市の北西部の成木7丁目に位置する黒山に源を発し東へ流れる。青梅市役所成木出張所付近で北小曽木川を合わせ、埼玉県飯能市大字落合の加治橋付近で入間川に合流する。
ヤマメやニジマスなどが生息しており釣りも行われる。蛍も見られる。
青梅市の標高の最低地点は、市北東部の成木川の両郡橋下流で103.5mである。

## 流域の自治体
東京都
青梅市
埼玉県
飯能市

## 橋梁
上流から
- 小ヶ井橋 - （東京都道53号）
- 坂久橋 - （東京都道193号）
- 滝坂橋
- 中里橋 - （東京都道193号）
- 上末成橋
- 末成橋
- 両郡橋 - （東京都道28号）
- 岩井堂橋
- みどり橋
- 清川橋
- 新大橋

## 支流
上流から
- 北小木曽川
- 二本竹川
- 直竹川
- 黒沢川

## 流域の施設
- 上成木神社
- 青梅市立成木小学校